# Barracas (Buenos Aires)
Barracas (in lingua italiana magazzino) è un barrio della capitale argentina Buenos Aires.

## Geografia
Il quartiere è situato nella zona sud della capitale argentina, lungo la sponda destra del Riachuelo, che qui segna il confine con la provincia di Buenos Aires. Barracas confina a nord con Constitución e San Telmo, ad est con La Boca, a sud con le località di Avellaneda e Piñeyro della provincia di Buenos Aires, ad ovest con Nueva Pompeya e Parque Patricios.

## Storia
Nel XVIII secolo iniziarono a sorgere lungo le sponde del Riachuelo numerose baracche, magazzini, mattatoi e concerie. Nel XIX secolo, con la crescita e l'espansione del tessuto urbano della città, Barracas, che ancora si trovava nella periferia, divenne un'area di residenza prediletta da alcune delle famiglie più benestanti di Buenos Aires. Verso la metà dell'800 s'insediò nell'area anche una nutrita comunità di immigrati italiani provenienti principalmente dalla Liguria. 
L'epidemia di febbre gialla del 1871 devastò il quartiere e ne cambiò per sempre la composizione della sua popolazione. Il morbo infatti aveva fatto strage in quelle aree della capitale, come Barracas e La Boca, dove alla contaminazione dell'acqua del Riachuelo si affiancavano croniche situazioni di insalubrità. Così, a seguito di questo tragico evento, le famiglie più ricche sopravvissute, si trasferirono nelle zone a nord della città, lasciando per sempre il quartiere. Negli anni successivi la popolazione di Barracas cambiò composizione, grazie all'arrivo d'immigrati italiani, spagnoli ed ebrei che gli conferirono un aspetto più popolare ed operaio. 

## Sport
Le principali società calcistiche del quartiere sono lo Sportivo Barracas ed il Barracas Central.
A Barracas aveva sede il St. Andrew's Athletic Club, campione di Argentina nel 1891.